# 井上達木
井上 達木（いのうえ たつき、2005年8月16日 - ）は、日本のラグビーユニオン選手。

## プロフィール
- 福岡県北九州市八幡西区出身[1]。
- ポジションはスクラムハーフ(SH)、スタンドオフ(SO)、フルバック(FB)。
- 身長 173 cm、体重 75 kg
- 高校時代、元日本代表五郎丸歩から指導を受けて五郎丸二世と呼ばれた[2]。
- 7人制日本代表に選ばれたことがある[3]。

## 略歴
小学1年生の時に帆柱ヤングラガーズでラグビーを始めた。
2024年、佐賀工業高校卒業後、筑波大学に入る。なお佐賀工業高校時代、、高校日本代表に選ばれたことがある。
2025年、筑波大学ラグビー部を退部。